# Feketelak (Kolozs megye)
Feketelak falu Romániában, Kolozs megyében. Közigazgatásilag Gyekéhez tartozik.

## Fekvése
A  falu  a megye keleti részében fekszik, szomszédos Búzával, Gyekével, Melegföldvárral, Katonával és Vasasszentgotthárdal. Szamosújvártól 28 km-re található.

## Története
A falu lakosai kezdettől fogva magyarok voltak, s mint ilyen települést  pusztították el 1601–1603 közt úgy, hogy nem maradt meg több 5 léleknél, s nemesi udvarháza is rommá vált, lakóival együtt. A románság a 18. század elején kezdett ide betelepedni. A községnek a 20. század elején majdnem kétharmada magyar nemzetiségű volt.
Feketelak a szőlőtermesztéséről híres, régebben a faluban borkészítéssel és borkereskedéssel foglalkoztak. Református temploma 1884-ben épült. Román fatemploma műemlék.
A trianoni békeszerződésig Kolozs vármegye, 1940 és 1944 között Szolnok-Doboka vármegye része.

## Nevének eredete
Neve onnan ered, hogy régebben egy tó volt a falu helyén, és mivel ez a tó kiszáradt, a menekülő magyar és román családok arra a helyre építettek maguknak sátrakat, majd később házakat.

## Népesség
A 20. század kezdetén a lakosságszám elérte a 845 főt. 
A 2002-es népszámlálás adatai szerint a 301 lakosból 187 magyar, 94 román és 20 cigány nemzetiségű.

## Hagyományok
Feketelak neve ma már fogalommá vált a néprajzos szakemberek, etnográfusok,  táncházasok között. A mezőségi táncrendek népszerűsége, az itteni népdalok sajátos hangulata széles körben ismertté tette a falu nevét. Kallós Zoltán etnográfus családi kötődései is jelentős vonzerőt jelentettek/jelentenek. A feketelaki Kissek tánca, a Balla nemzetség énekei messze földön ismertek.
A faluban  még őrzik a hagyományos életrendhez kötődő szokásokat. Ilyen a jellegzetes helyi konyha (túrós puliszka, bálmos, töltött káposzta, tyúkleves, lepények), és a jellegzetes szilvapálinka.

## Híres emberek
- Itt született Kiss Sándor (1946–2012) informatikus.

## Látnivalók
- Faluház